# Giải bóng đá U-17 Quốc gia 2007
Giải bóng đá U17 Quốc gia Việt Nam 2007 có tên gọi chính thức là Giải bóng đá U17 Quốc gia Việt Nam - Cúp Báo Bóng Đá 2007 là mùa giải thứ 4 do VFF tổ chức. Giải đấu này diễn ra theo hai giai đoạn, các trận đấu tại vòng loại sẽ diễn ra từ ngày 29/5 đến ngày 17/6/2007. Sau khi kết thúc vòng loại, 8 đội lọt vào Vòng chung kết sẽ tranh tài từ 22/6 đến 1/7/2007.

## Điều lệ
25 đội bóng tham dự vòng loại từ ngày 29/5 đến ngày 17/6/2007.
- Bảng A: Do Sở Thể dục Thể thao Nam Định làm bảng trưởng, gồm 9 đội: Đạm Phú Mỹ Nam Định, Halida Thanh Hoá, Hà Tĩnh, Quân khu 4, Thể Công Viettel, T&T Hà Nội, Trung tâm bóng đá Hải Phòng, Vĩnh Phúc và Quảng Ninh - Thi đấu từ 29/5 đến 8/6.
- Bảng B: Do Sở Thể dục Thể thao Đà Nẵng làm bảng trưởng, gồm 8 đội: Đà Nẵng, Bình Định, ĐắkLắk, Huda Huế, Khánh Hoà, Phú Yên, Quảng Ngãi và VST - Thi đấu từ 31/5 đến 11/6.
- Bảng C: Do Sở Sở Thể dục Thể thao Bình Dương làm bảng trưởng, gồm 8 đội: Becamex Bình Dương, Cà Mau, Cần Thơ, Quân khu 7, Tây Ninh, Tiền Giang, Ninh Thuận và Bình Thuận - Thi đấu từ 9/6 đến 17/6.

Các đội tại mỗi bảng sẽ tranh tài từ 20/5 đến 17/6/2007, chọn 2 đội xếp nhất, nhì tại mỗi bảng vào thi đấu tại Vòng chung kết cùng với Đương kim vô địch U17 Sông Lam Nghệ An và chủ nhà U17 Thành phố Hồ Chí Minh. Tại Vòng chung kết, 8 đội bóng sẽ được chia thành 2 nhóm A & B, mỗi nhóm 4 đội thi đấu vòng tròn 1 lượt để tính điểm xếp hạng. Hai đội xếp nhất nhì tại mỗi nhóm sẽ giành quyền thi đấu tại Bán kết.

## Vòng chung kết
Sân vận động Thống Nhất (Thành phố Hồ Chí Minh) là nơi tổ chức Vòng chung kết giải bóng đá lứa tuổi U17 Quốc gia - Cúp báo Bóng đá 2007, diễn ra từ ngày 22/6 đến ngày 1/7/2007. Với sự góp mặt của 8 đội bóng tham dự: Thể Công, VST Nghệ An, Đà Nẵng, Bình Thuận, Ninh Thuận, Quảng Ninh, đương kim vô địch Sông Lam Nghệ An và chủ nhà Thành phố Hồ Chí Minh.

### Bảng A
Kết quả chi tiết
|  | v |  |
|  | - |  |
|  |   |  |

|  | v |  |
|  | - |  |
|  |   |  |

|  | v |  |
|  | - |  |
|  |   |  |

|  | v |  |
|  | - |  |
|  |   |  |

|  | v |  |
|  | - |  |
|  |   |  |

|  | v |  |
|  | - |  |
|  |   |  |

| Bảng xếp hạng bảng A | Bảng xếp hạng bảng A  | Bảng xếp hạng bảng A | Bảng xếp hạng bảng A | Bảng xếp hạng bảng A | Bảng xếp hạng bảng A | Bảng xếp hạng bảng A | Bảng xếp hạng bảng A | Bảng xếp hạng bảng A |
| -------------------- | --------------------- | -------------------- | -------------------- | -------------------- | -------------------- | -------------------- | -------------------- | -------------------- |
| Thứ tự               | Đội bóng              | Trận                 | Thắng                | Hòa                  | Thua                 | Bàn thắng            | Bàn thua             | Điểm                 |
| 1                    | Quảng Ninh            | 3                    | 2                    | 0                    | 1                    | 7                    | 5                    | 6                    |
| 2                    | VST Nghệ An           | 3                    | 1                    | 1                    | 1                    | 3                    | 6                    | 4                    |
| 3                    | Ninh Thuận            | 3                    | 1                    | 1                    | 1                    | 5                    | 3                    | 4                    |
| 4                    | Thành phố Hồ Chí Minh | 3                    | 0                    | 2                    | 1                    | 4                    | 5                    | 2                    |

### Bảng B
|  | v |  |
|  | - |  |
|  |   |  |

|  | v |  |
|  | - |  |
|  |   |  |

|  | v |  |
|  | - |  |
|  |   |  |

|  | v |  |
|  | - |  |
|  |   |  |

| Bảng xếp hạng bảng B | Bảng xếp hạng bảng B | Bảng xếp hạng bảng B | Bảng xếp hạng bảng B | Bảng xếp hạng bảng B | Bảng xếp hạng bảng B | Bảng xếp hạng bảng B | Bảng xếp hạng bảng B | Bảng xếp hạng bảng B |
| -------------------- | -------------------- | -------------------- | -------------------- | -------------------- | -------------------- | -------------------- | -------------------- | -------------------- |
| Thứ tự               | Đội bóng             | Trận                 | Thắng                | Hòa                  | Thua                 | Bàn thắng            | Bàn thua             | Điểm                 |
| 1                    | Sông Lam Nghệ An     | 2                    | 2                    | 0                    | 0                    | 4                    | 0                    | 6                    |
| 2                    | Đà Nẵng              | 2                    | 1                    | 0                    | 1                    | 3                    | 2                    | 3                    |
| 3                    | Thể Công             | 2                    | 1                    | 0                    | 1                    | 2                    | 2                    | 3                    |
| 4                    | Bình Thuận           | 2                    | 0                    | 0                    | 2                    | 0                    | 5                    | 0                    |

## Vòng bán kết
|  | v |  |
|  | - |  |
|  |   |  |

|  | v |  |
|  | - |  |
|  |   |  |

## Trận chung kết
Vượt qua Đà Nẵng trong trận chung kết phải phân định bằng loạt luân lưu thứ 9, TCDK Sông Lam Nghệ An đăng quang 4 lần liên tiếp ở các giải U17 Quốc gia (trước đó là giải U18).
|  | v |  |
|  | - |  |
|  |   |  |

|  |       | Luân lưu 11m |
|  | 8 - 7 |              |

## Tổng kết mùa giải
- Vô địch: Sông Lam Nghệ An (Cờ, HCV và 40 triệu đồng)
- Giải Nhì: Đà Nẵng (Cờ, HCB và 30 triệu đồng)
- Đồng giải Ba: VST Nghệ An, Quảng Ninh (Cờ, HCĐ và 10 triệu đồng).
- Cầu thủ xuất sắc nhất: Tiền vệ Phạm Văn Thọ (SLNA)
- Vua phá lưới: Trần Văn Thành (Sông Lam Nghệ An, 4 bàn thắng)
- Thủ môn xuất sắc: Phùng Vĩ Bảo (Đà Nẵng)
- Giải phong cách: VST Nghệ An